# Distretto di Liunan
Il distretto di Liunan (柳南区S, Liǔnán QūP) è un distretto della Cina, situato nella regione autonoma di Guangxi e amministrato dalla prefettura di Liuzhou.